# Derobrochus craterae
Derobrochus craterae là một loài Trichoptera hóa thạch trong họ Polycentropodidae.